# Hugh Mortimer de la Zouche
Hugh Mortimer de la Zouche (in Italien bekannt als Ugo della Zucca) († um 1390) war ein englischer Condottiere.
Er war ein Sohn des Herrn von Ashby Castle in Leicestershire und ein entfernter Verwandter von Roger Mortimer, dem Urheber der Entthronung des englischen Königs Eduard II.
Über sein Geburtsjahr und die Jugendjahre ist in den Archiven nichts bekannt. Es kann angenommen werden, dass er bereits im Hundertjährigen Krieg in Frankreich gekämpft hat und nach dem Frieden von Brétigny in Italien ein neues Betätigungsfeld suchte. Im Jahr 1364 trat er in Italien das erste Mal in Erscheinung, indem er sich John Hawkwood im Kampf gegen die Florentiner angeschlossen hatte. Da den Florentinern die größeren Geldmittel zur Verfügung standen wechselte er später, zusammen mit Hanneken von Baumgarten und Albert Sterz, die Seiten und schloss sich Florenz an. Nach der Schlacht von Cascina gründete er zusammen mit Baumgarten und Sterz die Compagnia della Stella.
Im September 1364 trat er in den Dienst des Kirchenstaates und der Königin von Neapel, Johanna von Anjou, um diese gegen Baumgarten und Sterz zu verteidigen, welche Sutri und Vetralla in Besitz genommen hatten. In der Nähe von Orvieto wurde er von den Einwohnern überrascht und unter großen Verlusten in die Flucht geschlagen.
Zusammen mit John Bryce und Andrew Belmont zog er über Passignano sul Trasimeno nach Chiugi und Castel della Pieve (Città della Pieve). Nachdem er mehrere Orte in Umbrien verwüstet hatte, wurde nach einer Konfrontation mit Baumgarten, gezwungen in einer Burg in der Nähe des Trasimenischen Sees Zuflucht suchen. Zouche wurde zur Kapitulation gezwungen und musste das Gebiet verlassen.
Mit Nicola Unghero unterzeichnete er zu Beginn des Jahres 1365 in der Burg von Pissina, bei Marsica, einen Vertrag mit dem Kirchenstaat und der Königin von Neapel, in dem er sich verpflichtete die Truppe von Hanneken von Baumgarten mit 5.000 Pferden und 10.000 Infanteristen zu bekämpfen und das Gebiet des Kirchenstaates und des Königreiches fünf Jahre lang zu verschonen.
Er konnte sich erfolgreich der Truppe von Hanneken von Baumgarten entgegenstellen, da sich die Compagnia Bianca, die den päpstlichen Kapitän Garcia Gomez unterstützen musste, wegen ausstehenden Soldes den Kampf verweigerte. In San Martino kam es zu einem neuen Kampf, bei dem er von Baumgarten besiegt wurde. Zouche wurde gefangen genommen und nach Perugia gebracht, wo er zusammen mit Belmont und John Bryce als Geisel bleiben musste.
Im Jahr 1366 wurde er nach einer Vereinbarung von John Hawkwood mit der Stadtverwaltung von Perugia freigelassen, durfte die Stadt allerdings nicht verlassen. Im Februar 1367 wurde er in Perugia erneut inhaftiert, weil sich Andrea di Belmonte entgegen der Vereinbarung der Truppe des Hawkwood und Ambrogio Visconti angeschlossen hatte. Erst im Frühjahr 1369 erfolgte seine endgültige Freilassung. Zusammen mit John Bryce trat er in den Sold des Herrn von Mailand, Bernabò Visconti. Nachdem der Hundertjährige Krieg wieder aufgeflammt war, verließ er im selben Jahr, zusammen mit Belmonte, Mailand um in Frankreich zu kämpfen.
1381 erfolgte seine Rückkehr nach England. Als Großgrundbesitzer war er 1381 vom Bauernaufstand betroffen und in diesem Zusammenhang wurde er als Mitglied einer königlichen Kommission in Cambridge berufen.
Zoche starb um das Jahr 1390, Sterbeort unbekannt.